# Shantideva
Shantideva (en sánscrito, Śāntideva) (687-763 d. C.) fue un gran erudito budista indio y maestro de meditación. Autor de La Guía de las Acciones del Bodhisattva (ver Bodhicaryavatara).

## Biografía
Nació en 687 d. C. en el seno de una familia real del oeste de la India, recibiendo el nombre de Shantivarmana (armadura de la paz).
A la de edad de 20 años su padre falleció, y él quedó como heredero del reino. Sin embargo, un sueño el día antes a la coronación le hizo tomar la decisión de dirigirse a Nalanda, la universidad monástica más importante de su tiempo. Shantivarmana fue ordenado por el abad Jayadeva, quien le dio el nombre de Shantideva.
Dedicó su vida a la defensa de su doctrina, cuya esencia se encuentra reflejada en su obra “Guía de las Acciones del Bodhisattva” (Bodhisattvacharyāvatāra en sánscrito). Este texto se estudió de manera ininterrumpida desde el siglo VIII y en la actualidad se aprende de memoria junto con sus comentarios en las shedras (escuelas de filosofía) del budismo tibetano.